# L'Arche
L'Arche (česky Archa), je mezinárodní komunita založená na křesťanských základech, která vytváří domov a životní program pro lidi s mentálním postižením. L'Arche vznikla v roce 1964 když Jean Vanier, syn kanadského guvernéra George Vaniera and Pauline Vanierové, pozval dva mentálně postižené muže do svého domu ve městě Trosly-Breuil ve Francii.

## Dějiny
V roce 1964 díky přátelství s dominikánským knězem Thomasem Philippem založil Jean Vanier organizaci L'Arche, aby se starala o lidi s mentálním postižením, kteří doposud žili v ústavech. Jean Vanier prý pocítil boží výzvu, aby k sobě domů přijal dva muže, Raphaela Simiho a Philippa Seuxe. Měli tak možnost opustit ústav, aby nadále sdíleli svůj život s Jeanem ve skutečném domově v Trosly-Breuil ve Francii. Jejich nový domov Vanier pojmenoval L'Arche, což znamená „Archa” (myšleno Noemova Archa). L’Arche je dnes světově rozšířená organizace, která vítá lidi s různou tradicí víry. Později bylo založeno na dalších 130 jiných komunit po celém světě v Evropě, Africe, Asii, Austrálii, Severní a Jižní Americe.
Komunity L'Arche byly založeny v mnoha odlišných kulturách a odrážejí se v nich etnické a náboženské odlišnosti jejich regionu, vzájemně však sdílejí společnou filosofii a přístup. Lidé s mentálním postižením a jejich asistenti (vesměs mladí z celého světa) společně žijí pracují a tak vytvářejí domov, ve kterém si každý uvědomuje svoji jedinečnost a své dary.
V České republice existují dvě komunity L'Arche, Benediktus a Villa Vallila.